# Антиопа (Амазонка)
Антиопа (грч. Ἀντιόπη) је у грчкој митологији била Амазонка о којој су писали Хигин, Диодор и Паусанија. Понекад су је идентификовали са Хиполитом, али је Сервије писао да је она заправо била Хиполитина кћерка. Према Хигину, она је била Арејева и Отрерина кћерка.

## Митологија
Према једном предању, када је Тезеј учествовао у Херакловом успешном походу против Амазонки, као део ратног плена је добио њихову краљицу Антиопу, коју су неки називали Меланипа. Опет, Антиопа, Меланипа и Хиполита су према неким ауторима, биле три одвојене личности и у време Херакловог доласка, свака је владала у свом граду. Међутим, Антиопа се није противила, јер је била заљубљена у Тезеја, те му као доказ љубави дала град Темискир на реци Термодон. Према другој верзији, Тезеј је походио земљу Амазонки неколико година касније, заједно са Пиритојем и другим пријатељима, али су се Амазонке, усхићене доласком тако лепих ратника, предале без отпора. Антиопа је дошла да их поздрави и предала Тезеју поклоне, што је он искористио да је отме. Међутим, према једној причи, међу Тезејевим друговима су била три брата Атињанина, Еунеј, Тоант и Солоон, од којих се овај последњи заљубио у Антиопу, али није имао храбрости да јој приђе. Зато је замолио Еунеја да га заступа. Антиопа је одбила понуду посредника, што је узроковало да се младић баци у реку Термодон и удави. Тако је припала Тезеју који је отпловио са њом.
Антиопина сестра Оритија, коју такође некада мешају са Хиполитом, заклела се да ће се осветити Тезеју јер је лукавством одвео Антиопу. Она је склопила савез са Скитима и повела је велике амазонске снаге против Атињана. Међутим, у рату који је уследио, Антиопа, која је тада већ била Тезејева супруга, херојски се борила на његовој страни све док је није смртно ранила Молпадија, а коју је потом убио Тезеј. Обе су сахрањене поред храма Мајке Земље, а један глинени стуб је обележавао Антиопин гроб. Овај споменик њој посвећен, налазио се на улазу у град и помињао га је Паусанија. Према другој верзији, рат је трајао све док Антиопа није посредовала и успоставила примирје.
Према Роберту Гревсу, Антиопа је преживела рат, али је Тезеј ипак био приморан да је убије, као што је делфско пророчиште предсказало, како би ушао у савез са Деукалионом, критским краљем и оженио се његовом сестром Федром. Наиме, љубоморна Антиопа, која му није била законита жена, упала је наоружана на свадбену свечаност и запретила покољем. Тезеј и његови другови су отпочели борбу са њом и убили је, иако му је родила сина Хиполита, кога су називали и Демофонт и никада га није изневерила са другим човеком. Међутим, неки извори наводе да ју је убио Херакле. Наиме, до Тезејевог венчања са Федром, Амазонке нису напале Атину, већ их је тек тада довела љубоморна Антиопа. На свадбу је упала са њима, али су гости затворили врата и све их је побио Херакле, који је био један од званица.

## Тумачење
Према Роберту Гревсу, сцена у којој Антиопа упада на Федрину свадбу вероватно потиче са иконе која приказује Хелена, који је приликом освајања насрнуо на високу свештеницу, пошто је поубијао њене другарице. Такође, према његовом мишљењу, Антиопа није постала законита Тезејева жена јер је припадала друштву које је пружало отпор моногамији.